# Commelina lukei
Commelina lukei là một loài thực vật có hoa trong họ Commelinaceae. Loài này được Faden mô tả khoa học đầu tiên năm 2008. Nó đã được ghi nhận ở các vùng đất thấp của Kenya, Tanzania (bao gồm cả Zanzibar) và Madagascar trong nhiều môi trường sống khác nhau. Chúng bao gồm rừng, đồng cỏ và ven đường. Loài này trước đây bị nhầm lẫn với Commelina mascarenica và Commelina imberbis. C. lukei được đặt tên để vinh danh nhà thực vật học W. Q. R. Luke, người có bộ sưu tập đầy đủ về loài thực vật này.

## Phân loại
Commelina lukei trước đây bị nhầm lẫn với loài Commelina imberbis. Mặc dù một số đặc điểm hình thái có thể tách biệt hai loài này, nhưng những đặc điểm rõ ràng nhất thường không tồn tại trên mẫu vật thu thập được, đặc biệt là hạt, quả nang và hình dạng của các cơ quan hoa.
Commelina lukei đã được coi là loài khác biệt trong một thời gian (không chính thức), đặc biệt là khi nó được quan sát trên thực địa vì các đặc điểm hoa có thể được nhận biết. Một nghiên cứu kỹ lưỡng về loài thực vật đã không được thực hiện cho đến thời điểm không lâu trước khi công bố loài. 

## Phân bố và môi trường sống
Commelina lukei phân bố ở vùng nhiệt đới Đông Phi và đã được ghi nhận tại đông nam Kenya, đông bắc và trung nam Tanzania (bao gồm đảo Zanzibar) và Madagascar. Nó sống chủ yếu ở các khu vực ven biển, nhiều nơi trong số đó có mật độ dân cư đông đúc. Do sự phân bố tương đối rộng của loài Commelina lukei, tình trạng bảo tồn toàn cầu của nó được coi là Ít quan tâm dựa trên Sách đỏ IUCN.
Loài này được tìm thấy trong nhiều môi trường sống khác nhau, kéo dài từ mực nước biển đến 1000 mét. Nó đã được thu thập trong nhiều sinh cảnh rừng khác nhau, điển hình là ở các môi trường mở hơn như ven rừng, khoảnh rừng, đồn điền, và các khu vực trống của rừng núi. Ngoài ra, nó còn sống dọc theo các bờ sông và đôi khi bám vào đá nếu độ ẩm cao.